# Fredonia (Antioquia)
Fredonia est une municipalité située dans le département d'Antioquia, en Colombie.